# Ватерполо савез Босне и Херцеговине
Ватерполо савез Босне и Херцеговине (бошњ. Vaterpolo savez Bosne i Hercegovine, хрв. Bosanskohercegovački vaterpolski savez) формиран је 15. јуна 2013. удруживањем појединачних савеза Федерације БиХ и Републике Српске у јединствен савез. Оснивачка скупштина одржана је у хотелу Зенит у Неуму, а за предсједника је изабран Иван Лакић. Тако су створени предуслови за тражење чланства у ЛЕН-у и ФИНА-и, развој клубова и формирање репрезентације.
Босна и Херцеговина држава је окружена ватерполо велесилама (Хрватском, Србијом и Црном Гором). Међутим, сама нема изражену ватерполо традицију нити је давала играче у југословенску репрезентацију. Једини градови који имају ватерполо базене су Сарајево и Бања Лука. Ентитетски савези формирани су 2009. године. Под ингеренцијом савеза Републике Српске регистрована су само три клуба, сва три из Бање Луке: Бања Лука, Фортуна и Студент. У Сарајеву постоји пет клубова: Сарајево, Босна, Видра, Младост и Форма. На морској обали постоји Ватерполски клуб Јадран Неум који се такмичи у јужној групи друге хрватске ватерполо лиге. Ради популаризације ватерпола у БиХ у Сарајеву су више пута организовани мали међународни турнири. На 4 таква турнира наступали су јаки клубови из комшилука. У Бањој Луци су у марту 2013. пријатељску утакмицу одиграли српски клубови Црвена звезда и Партизан. До оснивачке скупштине босанскохерцеговачког ватерполо савеза коначно је дошло 15. јуна исте године.

## Први ватерполо шампионат БиХ (2014)
Заједничка ватерполо лига на територији БиХ стартовала је 2014. године. Завршни турнир игран је на ГОБ у Бањој Луци 20. и 21. децебмра. Неприкосновени у свих пет старосних категорија били су ватерполисти из Републике Срспке, тачније ВК "Бањалука". Прву сениорску титулу првака БиХ, ВК "Бањалука" је освојио побједом у финалном мечу над ВК "Јадран" из Неума са 8:6 (2:2,2:2,2:1,2:1). ВК "Бања Лука" је такође и актуелни шампион Републике Српске. 30. новембра 2014. на ГОВ у Бањој Луци, побједили су градског ривала ВК "Фортуна" са 10:9 и тако се окитили титулом првака Републике Српске.

## Најтрофејнији клуб
Најтрофејнији клуб Републике Српске и БиХ је Ватерполо клуб "Бањалука", који је у сезони 2020/21. освоји титулу шампиона БиХ по шести пут.

## Клубови у европским такмичењима
Ватерполо лига шампиона 2019./2020. била је прва која је у квалификацијама имала представника Босне и Херцеговине. ВК Бања Лука је изгубио свих пет утакмица, направивши разлику од 8:58 (-150).
- Бања Лука-Барселона 2:29
- Бања Лука-Синтез Казан 1:39
- Бања Лука-Паис Д'аик Нататион 2:38
- Бања Лука-Стеауа Букурешт 1:31
- Бања Лука-Енка Истанбул 2:21
- ВК Бања Лука: Стефан Миловановић, Далибор Амиџић, Немања Бабић, Срђан Јолић, Станко Ђукић, Стефан Собић, Огњен Праштало, Николај Милић, Владан Дмитрашиновић, Срђан Стевандић, Стефан Симић, Драшко Вујковић, Ђорђе Убовић.

Осам стрелаца били су Драшко Вујковић (5), Далибор Амиџић (2) и Срђан Стевандић (1).